# 穆罕默德·法耶兹
穆罕默德·法耶兹（阿拉伯語：محمد الفايد，羅馬化：Mohamed Al-Fayed，1929年1月27日—2023年8月30日），埃及裔富商，慣常於摩納哥居住，是威爾斯王妃戴安娜男友多迪·法耶兹的父亲。他於1979年以1千萬英鎊購入巴黎丽兹酒店，亦曾經擁有倫敦哈洛德百貨公司和英國富咸足球會。

## 爭議
2024年9月，英國廣播公司新聞報導，二十多名曾在哈洛德百貨公司工作的婦女指控法耶茲性侵她們；其中五名婦女指控他強姦了她們。富咸女子足球會前主領隊在2024年9月透露，為了保護球員免受法耶茲的傷害，已採取額外的預防措施，不允許其與法耶茲單獨相處。她並指，工作人員知道他「喜歡年輕的金髮女孩」。而有代表37名女受害者的律師概述有關情況，並稱法耶茲為「怪獸」。哈洛德百貨承認，由法耶茲擁有期間，其「辜負作為其受害者的員工」，為此真誠地道歉。